# Экономика Минска
Экономика Минска — экономическая сфера столицы Республики Беларусь.

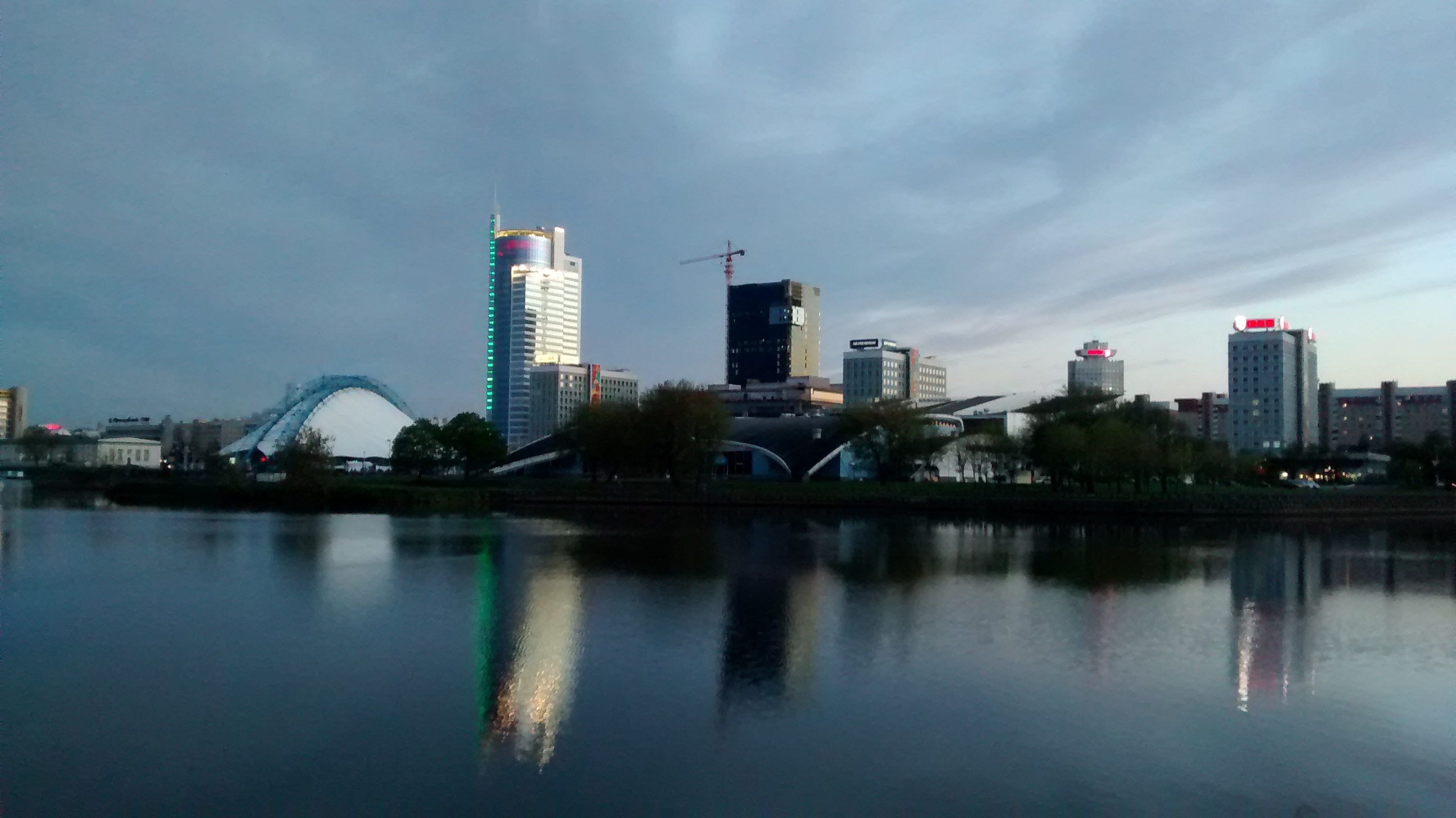
Деловой район Минска

## Бюджет
В январе 2011 года Минск обеспечил 46 % общего объёма поступлений в целом по Беларуси. За весь 2010 год Минск внёс в республиканский бюджет 9,7 трлн рублей против 2,4 трлн рублей у второго по величине налогоплательщика, Гомельской области.
Крупнейшими налогоплательщиками города в первом квартале 2011 года были ОАО «Белтрансгаз», ИП «Лукойл-Белоруссия», РУП «Минск Кристалл» (производитель ликёро-водочных изделий), ИП «Велком», УП «Мингаз», РУП «Минскэнерго», РУП «Белтелеком», ООО «Табак-инвест», ИООО «Юнис ойл» и ОАО «Приорбанк». В совокупности они обеспечили 40 % поступлений. В 2010 году в список десяти крупнейших налогоплательщиков входили также ОАО «МТС», ГО «Белорусская железная дорога» и ОАО «МАЗ».
В первом квартале 2011 года 54 % поступлений в консолидированный бюджет города пришлось на негосударственные предприятия, в то время как в 2010 году на их долю приходилось 46,6 % поступлений. В 2010 году около 25 % налоговых поступлений обеспечил малый бизнес. Всего по состоянию на 1 апреля 2011 года в Минске уплачивало налоги более 48 тысяч организаций и около 55 тысяч индивидуальных предпринимателей. Доходы от НДС составляют 34 % консолидированного бюджета Минска по состоянию на 1 апреля 2011 года (в 2010 году — 43,7 %), налог на прибыль — 25 % (в 2010 году — 16,8 %), подходный налог — 13 %, акцизы — 4 %.
В бюджете Минска на 2011 год запланирован рост социальных расходов до одного миллиарда долларов.

## Промышленность
Минск — крупнейший промышленный город Беларуси. Здесь находятся крупнейшие сборочные предприятия: тракторный завод МТЗ выпускавший около 8-10 % от мирового рынка колёсных тракторов, МАЗ, завод колёсных тягачей VOLAT, производитель дизельных двигателей ММЗ, три станкостроительных завода, а также завод Амкодор — производитель дорожно-строительной и прочей специализированной техники и оборудования. После распада СССР были организованы новые предприятия, такие как Белкоммунмаш, ныне один из крупнейших в СНГ производителей электротранспорта — был создан в начале 1990-х годов на базе ремонтного трамвайно-троллейбусного завода.
Помимо крупных машиностроительных предприятий существует ряд высокотехнологичных производств, таких как завод высокоточной оптики Цейсс-БелОМО и лазеров ЛЭМТ. Производитель телевизионной и бытовой техники Горизонт, Белорусский радиоэлектронный завод (БелВАР), завод бытовой техники Атлант и производитель полупроводниковых и микроэлектронных изделий Интеграл.
Кроме того в Минске располагаются производства по выпуску парфюмерных и косметических средств: Белита-Витекс, Модум — наша косметика, Белор-Дизайн.
А также некоторые предприятия химической промышленности (Открытое акционерное общество «Завод "Белпласт"» по выпуску хоз.товаров, пленочных изделий) .
Производство некоторых видов промышленной продукции:
| Вид продукции                        | Единица измерения | 2005   | 2006   | 2007   | 2008   | 2009   | 2010   | 2011   | 2012   | 2013   | 2014   | 2015   | 2016   | 2017   |
| ------------------------------------ | ----------------- | ------ | ------ | ------ | ------ | ------ | ------ | ------ | ------ | ------ | ------ | ------ | ------ | ------ |
| Грузовые автомобили                  | тыс. штук         | 20,7   | 21,4   | 23,5   | 24,1   | 10,5   | 12,0   | 18,3   | 20,0   | 13,3   | 9,1    | 4,4    | 4,5    | 6,8    |
| Тракторы                             | тыс. штук         | 42,0   | 50,0   | 59,6   | 64,7   | 44,9   | 44,1   | 58,8   | 59,7   | 52,9   | 42,8   | 26,3   | 26,8   | 31     |
| Автобусы                             | штук              | 978    | 1691   | 1690   | 1768   | 1165   | 1760   | 1968   | 2055   | 1946   | 1352   | 726    | 1092   | 1034   |
| Троллейбусы                          | штук              | 147    | 176    | 310    | 422    | 383    | 283    | 202    | 172    | 114    | 106    | 79     | 65     | 102    |
| Двигатели внутреннего сгорания       | тыс. штук         | 95     | 106    | 133    | 129    | 73     | 78     | 101    | 106    | 86     | 68     | 44     | 45     | 45     |
| Аккумуляторы автомобильные           | тыс. штук         | 6,1    | 6,8    | 4,9    | 3,0    | 7,3    | 22,1   | 12,4   | 15,5   | н/д    | н/д    | н/д    | н/д    | н/д    |
| Мотоциклы и мотоколяски              | тыс. штук         | 6,0    | 9,7    | 10,7   | 6,1    | 0,9    | 3,7    | 4,8    | 5,9    | 4,9    | 1,6    | 0,3    | 0,6    | 1,2    |
| Велосипеды                           | тыс. штук         | 438,3  | 452,4  | 366,4  | 240,4  | 125,3  | 121,5  | 160,6  | 166,5  | 170    | 88     | 60     | 56,1   | 49,4   |
| Холодильники и морозильники          | тыс. штук         | 994,5  | 1050,1 | 1071,6 | 1106,3 | 1007,1 | 1105,8 | 1196,5 | 1262,9 | 1200,5 | 979    | 898,7  | 987,5  | 778,8  |
| Машины стиральные                    | тыс. штук         | 19,9   | 4,6    | 157,4  | 209,7  | 235,7  | 272,6  | 307,7  | 321,4  | 324,3  | 151,6  | 203,6  | 219,7  | 152,2  |
| Телевизоры                           | тыс. штук         | 700,2  | 426,2  | 260,5  | 252,4  | 65,4   | 108,9  | 280,9  | 531,1  | 216,9  | 80,9   | 19     | 164,7  | 348,2  |
| Радиоприёмники                       | тыс. штук         | 7,6    | 2,4    | 2,2    | 5,7    | 5,4    | 0      | 1,1    | 2,6    | н/д    | н/д    | н/д    | н/д    | н/д    |
| Микроволновые печи                   | тыс. шт           | 4,3    | н/д    | н/д    | 26     | 149,5  | 350,3  | 288,3  | 293,3  | 318,7  | 367    | 409,8  | 677,9  | 1042,4 |
| Часы                                 | млн. штук         | 1,1    | 0,5    | 0,3    | 0,4    | 0,4    | 0,4    | 0,3    | 0,5    | 0,174  | 0,63   | 0,422  | 0,223  | 0,128  |
| Схемы интегральные                   | млн. штук         | 1134   | 1421   | 1461   | 1838   | 1687   | 1929   | 1746   | 1734   | 1929   | 1755   | 1442   | 1246   | 1532   |
| Подшипники                           | млн. штук         | 11,0   | 9,4    | 12,6   | 9,6    | 5,6    | 4,8    | 5,2    | 4,7    | 4,8    | 2,1    | 1      | 1,3    | 1,3    |
| Волоконно-оптические кабели          | км                | н/д    | 2342   | 8924   | 18 591 | 12 871 | 21 994 | 44 258 | 34 195 | 30 625 | 38 829 | 44 308 | 43 760 | 50 949 |
| Гипс                                 | тыс. тонн         | 59,1   | 65,8   | 72,9   | 72,3   | 67,5   | 66,7   | 63,0   | 66,0   | 68,5   | 62,8   | 42,7   | 62,6   | 68,1   |
| Плитки и плиты керамические          | тыс. м2           | 15 255 | 15 448 | 16 248 | 17 381 | 14 003 | 17 097 | 17 858 | 17 503 | 17 168 | 15 927 | 15 278 | 14 805 | 15 382 |
| Ткани шерстяные                      | млн. м2           | 4,7    | 4,7    | 5,6    | 5,4    | 3,9    | 3,5    | 3,0    | 3,1    | 3,4    | 2,5    | 1,6    | 1,6    | 2,5    |
| Верхняя одежда                       | тыс. штук         | 610    | 631    | 605    | 594    | 610    | 594    | 509    | 541    | 509    | 433    | 348    | 327    | 365    |
| Обувь                                | млн. пар          | 2,0    | 2,0    | 2,4    | 2,3    | 2,3    | 2,5    | 2,7    | 2,6    | 2,5    | 2      | 1,4    | 1,4    | 1,5    |
| Мясо и субпродукты пищевые           | тыс. тонн         | 21,1   | 23,2   | 25,6   | 24,7   | 27,8   | 24,3   | 21,7   | 21,5   | 23,2   | 18,3   | 13,7   | 15,6   | 17,5   |
| Изделия колбасные                    | тыс. тонн         | 22,1   | 21,6   | 19,0   | 19,4   | 17,1   | 17,2   | 14,4   | 13,5   | 12,3   | 10,2   | 8      | 9,6    | 8,7    |
| Цельномолочная продукция             | тыс. тонн         | 235,3  | 259,7  | 270,3  | 281,3  | 271,0  | 284,9  | 271,5  | 288,6  | 284,9  | 297,5  | 283,1  | 277,6  | 305,8  |
| Сыры                                 | тыс. тонн         | 4,1    | 4,5    | 4,3    | 4,3    | 3,9    | 3,3    | 2,1    | 1,7    | 1,5    | 1,8    | 2,1    | 2,1    | 1,8    |
| Безалкогольные напитки               | млн. дал          | 6,4    | 7,9    | 8,5    | 8,6    | 7,3    | 8,6    | 8,9    | 6,8    | 7,3    | 6,9    | 6,2    | 4,6    | 3,3    |
| Напитки алкогольные дистиллированные | млн дал           |        |        |        |        |        | 4,8    | 5,4    | 5,4    | 4,8    | 3,9    | 2,2    | 2,6    | 2,9    |
| Виноградные вина (без игристых)      | тыс. дал          |        |        |        |        |        | 1121   | 1401   | 1613   | 1743   | 2052   | 2123   | 1915   | 2108   |
| Игристые вина                        | тыс. дал          |        |        |        |        |        | 1456   | 1552   | 1657   | 1791   | 1403   | 1363   | 1522   | 1542   |
| Напитки алкогольные ферментированные | млн дал           |        |        |        |        |        | 1,3    | 0,9    | 0,6    | 0,5    | 0,5    | 0,9    | 1      | 0,8    |
| Пиво                                 | млн дал           |        |        |        |        |        | 21,7   | 24,2   | 22     | 21,8   | 23,2   | 22,2   | 23,9   | 28,1   |

В 2009 году на 435 промышленных предприятиях г. Минска объём промышленного производства продукции в фактических отпускных ценах, включая стоимость давальческого сырья, составил 22 344 млрд руб. и снизился по сравнению с 2008 годом в сопоставимых ценах на 15,5 %.
В том числе:
- Обрабатывающие производства:
  - пищевая промышленность — 3 220 млрд руб.
  - лёгкая промышленность — 741 млрд руб.
  - деревообрабатывающая и бумажная промышленность — 379 млрд руб.
  - полиграфическая промышленность — 494 млрд руб.
  - химическая и нефтехимическая промышленность — 2 300 млрд руб.
  - чёрная и цветная металлургия — 216 млрд руб.
  - машиностроение и металлообработка — 10 921 млрд руб.
- Электроэнергетика — 2 498 млрд руб.

### Машиностроение и металлообработка
Различные отрасли машиностроения и металлообработки занимают важное место в экономике Минска. В структуре объёма обрабатывающей промышленности Минска 12,4% приходится на производство транспортных средств и оборудования (наибольшая доля среди всех регионов Республики Беларусь), 7,4% — на металлургию и производство готовых металлических изделий, 15,7% — на производство машин и оборудования, не включённых в другие группировки.
В городе расположены Минский автомобильный завод и Минский завод колёсных тягачей (до 1991 года — часть автозавода).
В Минске расположен производитель дизельных двигателей — ОАО «Минский моторный завод» (5800 работников). Филиал моторного завода ОАО «ОЭЗТО» производит нестандартизированное оборудование, гидроцилиндры, цепи, металлоконструкции.
Крупные предприятия металлообработки — ОАО «Минский подшипниковый завод» (ГПЗ-11), на котором работает 1650 человек, и ОАО «Минский завод отопительного оборудования» (ранее — Минский радиаторный завод), на котором работает 1750 человек. С 1957 году действует специализированный разработчик и производитель литейного оборудования ОАО «БелНИИЛит» (176 сотрудников).

#### Сельскохозяйственное машиностроение

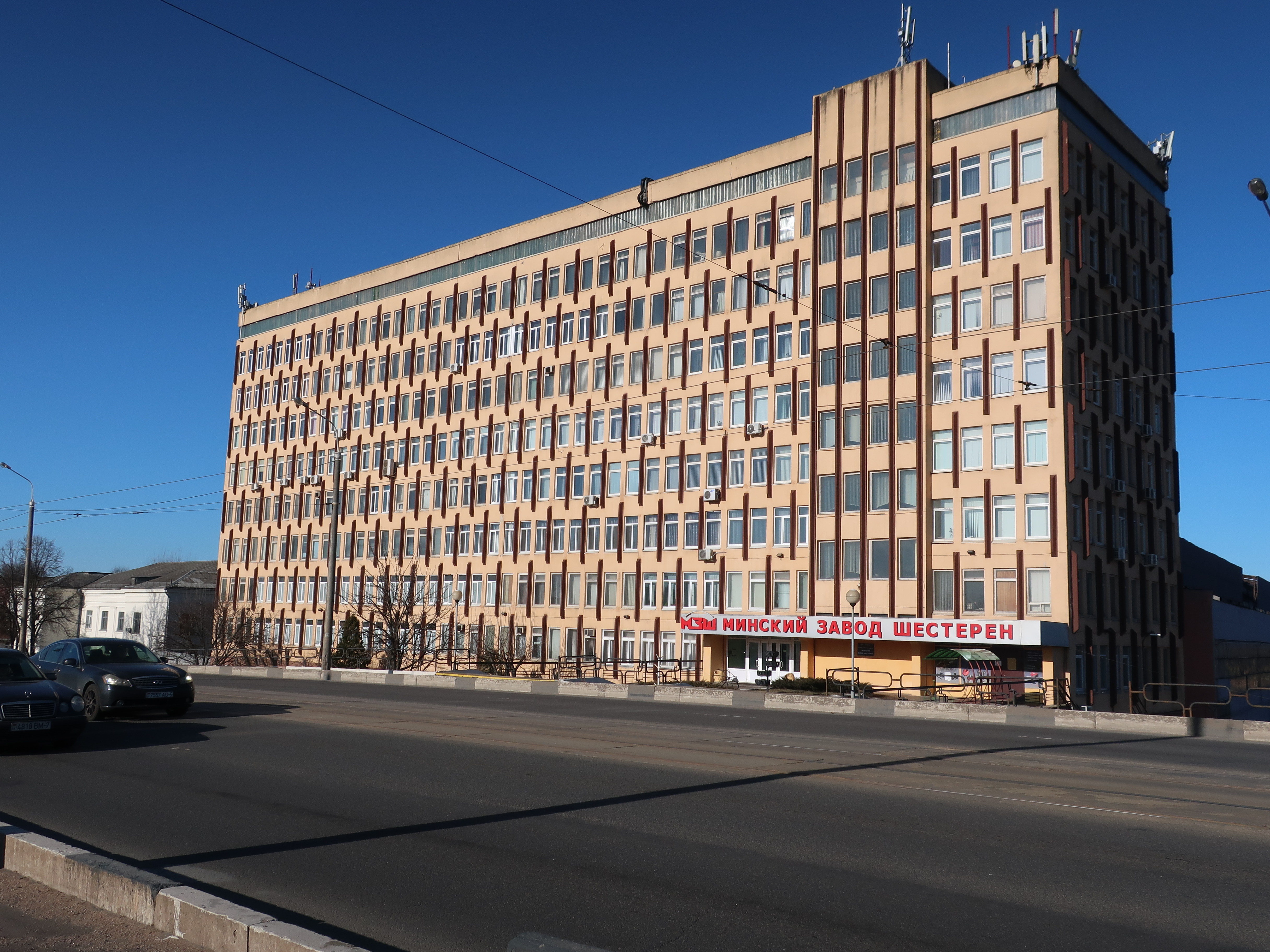
Минский завод шестерён

Крупнейшее предприятие отрасли — Минский тракторный завод.
В Минске расположен также один из филиалов МТЗ, Минский завод шестерён, специализирующийся на производстве зубчатых колёс и валов для различных видов транспорта и стационарноо оборудования, производстве изделий из металлопорошка и навесных плугов. На заводе работает 2200 сотрудников.

#### Станкостроение
В Минске расположено несколько станкостроительных заводов — ОАО «МЗОР» (Минский завод Октябрьской революции; 1100 работников), ОАО «МЗАЛ им. П. М. Машерова» (Минский завод автоматических линий имени Петра Машерова; 750 работников), ОАО «Станкостроительный завод им. С. М. Кирова» (153 работника). Модернизация станочного оборудования — одно из направлений деятельности ОАО «УПНР».

### Электротехника, электромеханика, электроника
В структуре объёма обрабатывающей промышленности Минска 9,6% занимает производство вычислительной, электронной и оптической аппаратуры, ещё 9,2% — производство электрооборудования.
Развито производство бытовой техники. В Минске расположены основные производственные мощности ЗАО «Атлант» (завод холодильников и завод бытовой техники) и ОАО «Горизонт» (производство телевизоров, ОАО «Минский завод "Калибр"», ОАО «МПОВТ», ОАО «Минский завод "Термопласт"», СООО «Мидеа-Горизонт»; 4500 работников). В 2017 году предприятия Минска произвели 778,8 тыс. бытовых холодильников и морозильников, 152,2 тыс. бытовых стиральных машин, 348,2 тыс. телевизоров, 11,9 тыс. радиоприёмников. В Минске производятся все бытовые холодильники и морозильники в Республике Беларусь, все бытовые стиральные машины, 96,9% телевизоров. В 2017 году использование производственных мощностей по выпуску бытовых холодильников составило 100%, стиральных машин — 99%, телевизоров — 76,5%.
В Минске расположены администрация холдинга «Интеграл» и некоторые его предприятия — завод  «Транзистор» (производит интегральные микросхемы, транзисторы, диоды; 1136 работников) и завод «Электроника» (производит средства отображения информации, приборы учёта электроэнергии, электронные часы, медицинские приборы, торгово-банковское оборудование, специальное технологическое и контрольно-измерительное оборудование; 193 работника). В 2017 году в Минске было произведено 1532 млн интегральных микросхем и 181 млн диодов, транзисторов, тиристоров, димисторов, симисторов.
В Минске расположено головое предприятие холдинга «МЭТЗ им.В.И.Козлова» (Минский электротехнический завод; производит силовые и многоцелевые трансформаторы, комплексные трансформаторные подстанции и другое оборудование; 3500 работников) и его крупный филиал ОАО «ЗСКА» (Завод средств комплексной автоматизации; производит электрооборудование, датчики, панели управления с клавиатурой, печатные платы, пневмоприводы управления дверями автобусов и троллейбусов, газонокосилки; 650 работников). В 2017 году в Минске было произведено 27,8 тыс. трансформаторов с жидким диэлектриком. В Минске производится 99,98% трансформаторов с жидким диэлектриком от общего количества этой продукции, производимой в Республике Беларусь (2017 год). В 2017 году использование производственных мощностей по выпуску трансформаторов составило 99,7%.
Действует ряд предприятий военно-промышленного комплекса, некоторые из которых производят и гражданскую продукцию.

### Пищевая промышленность
В Минске производится значительная доля многих продуктов питания в стране:
- 49,2% маргарина и аналогичных пищевых жиров
- 42% кондитерских изделий
- 23,2% майонезов, соусов эмульгированных
- 20% хлеба, хлебобулочных и мучных изделий
- 15,5% минеральных вод
- 15,3% цельномолочной продукции
- 13,2% муки
- 12,4% макаронных изделий
- 9,4% рыбных консервов
- 7,9% безалкогольных напитков прочих[34].

#### Кондитерская промышленность
В Минске действуют две кондитерские фабрики — «Коммунарка» (специализируется на выпуске шоколада, шоколадных и леденцовых конфет) и «Слодыч» (специализируется на производстве печенья). Торты и некоторые виды кондитерских изделий производятся также на хлебозаводах и негосударственных предприятиях.

#### Безалкогольные напитки
В Минске расположен крупный производитель безалкогольных напитков — ЗАО «Минский завод безалкогольных напитков», производящий газированную минеральную воду из скважин, расположенных на территории предприятия, газированные напитки и квас.

#### Алкогольные напитки
Минский завод «Кристалл» — крупный производитель дистиллированных алкогольных напитков. Всего в 2017 году в Минске было произведено 2,9 млн декалитров подобных напитков, всего в стране — 15,6 млн. Минский завод игристых вин и ЗАО «Минский завод виноградных вин» производят 100% игристых вин (шампанского) в Республике Беларусь (1542 тыс. декалитров в 2017 году). Предприятия Минска производят из импортируемых виноматериалов большую часть виноградных вин в стране (в 2017 году — 2108 тыс. декалитров из 3099). В Минске также производится больше половины коньяка в стране (в 2017 году — 188 тыс. декалистров из 353).
Пивоварение в столице представлено двумя крупными пивзаводами — Крыніца и Аліварыя. В 2017 году в Минске было произведено 28,1 млн декалитров пива — более половины от общего производства в Республике Беларусь (47,2 млн декалитров).

### Производство стройматериалов
Благодаря обилию глины в Минске традиционно развивались производство кирпичей и керамики. По состоянию на 1965 год в столице действовало несколько предприятий системы Министерства промышленности строительных материалов БССР — комбинат стройматериалов, кирпичные заводы №2 и №4, комбинат крупноблочных строительных конструкций. В 1971 году Минский комбинат крупноблочных строительных конструкций был преобразован в Минский комбинат силикатных изделий.
В настоящее время в состав Министерства архитектуры и строительства Республики Беларусь входят следующие предприятия, расположенные в Минске:
- ОАО «Строммаш»
- ОАО «Минский завод строительных материалов»
- ОАО «Опытный завод металлоконструкций»
- ОАО «Реммех»
- ОАО «Спецремонт»
- ОАО «Строймаш»
- ОАО «Керамин»

Действуют также ОАО «Белгипс» (готовится к переезду на новую площадку в Минском районе), КУП «Завод эффективных промышленных конструкций» и другие предприятия.

## Энергетика
В Минске действуют три теплоэлектроцентрали, производящие электрическую и тепловую энергию:
- Минская ТЭЦ-2 (в центре города; установленная электрическая мощность — 94 МВт, тепловая — 655 Гкал/ч)
- Минская ТЭЦ-3 (в юго-восточной части города)
- Минская ТЭЦ-4 (в юго-западной части города, за МКАД)

Минская ТЭЦ-5 расположена на значительном расстоянии от города и была заложена как атомная ТЭЦ.
В городе также расположено 9 районных котельных («Западная», «Харьковская», «Курасовщина», «Масюковщина», «Орловская», «Шабаны», «Кедышко», «Степянка» и «Комсомолка»), которые занимаются производством тепловой энергии.

## Строительная отрасль
История объединения «Минскстрой» начиналась с создания в 1944—1946 гг. небольших подрядных организаций и производственных баз-площадок.
1946 год — создание Главного управления по восстановлению Минска при Совете Министров БССР (Главминскстрой), начальник — И. М. Жижель (впоследствии — министр строительства Беларуси), с непосредственным участием которого был разработан план восстановления Минска (учитывалось развитие всех отраслей городского хозяйства на 15-20 лет, планировался общий рост населения и жилой площади города до 4,5 миллионов м² при 9 м² жилья на жителя).
За 10 лет «было построено и восстановлено 1200 тысяч м² жилой площади. На 1 января она составляла около 1838 тысяч м², что обеспечивает 4,46 м² жилой площади на душу населения».
1951—1955 гг. — ввод более 490 тысяч м².
1955 год — вводимый жилой фонд практически достиг запланированных планом восстановления и развития Минска параметров.
Со строительными задачами становилось всё сложнее справляться, возникает идея объединения: образуется производственный комбинат «Минскстрой».